# Ronald Rock
Ronald Rock är en kulle i Antarktis. Den ligger i Västantarktis. Argentina och Storbritannien gör anspråk på området. Toppen på Ronald Rock är 1 145 meter över havet.
Terrängen runt Ronald Rock är kuperad åt sydväst, men åt nordost är den platt. Trakten är obefolkad. Det finns inga samhällen i närheten. 